# Torpedo (película)
Torpedo (Run Silent, Run Deep) es una película bélica de 1958 dirigida por Robert Wise y protagonizada por Clark Gable y Burt Lancaster. Está basada en la novela homónima de Edward L. Beach, Jr.

## Sinopsis
Es la Segunda Guerra Mundial, un submarino se encuentra en la Zona Siete, los estrechos de Bungo cercana a las costas japonesas, al hundir un petrolero de un convoy es atacado por un destructor japonés caza submarinos, cuando lo evade se produce un sonido de alarma de colisión, un torpedo le toca y se hunde, tan solo su comandante y algunos hombres se salvan y son rescatados por un buque amigo.
El comandante Richardson, un sobreviviente que había liderado aquel submarino hundido por los japoneses, se hace cargo de otro submarino clase Gato, el nuevo submarino se llama Nerka, de la flota estadounidense, para llevar a cabo otra peligrosa misión en las costas japonesas. Richardson somete a duras pruebas de tácticas de ataque en superficie a la tripulación sin comprender el porqué de las ortodoxas formas de ataque.
Richardson y su flamante capitán Jim Bledsoe y segundo al mando sostiene conflictos respecto de las tácticas y órdenes iniciales y los deseos de Richardson de eliminar al destructor japonés causante de su ruina anterior lo que los pone al borde de la destrucción.